# 淮安涟水国际机场
淮安涟水国际机场（原名淮安涟水机场）是一座位于江苏省淮安市的民航支线机场。

## 概况
涟水机场位于淮安市北郊，距市中心直线距离22公里。是国家“十一五”规划建设的重点支线机场。涟水机场是按国内民航支线机场一次规划、分期建设，飞行区近期等级为4D类。涟水机场于2010年9月26日投入使用。

## 空中交通服务通信设施通信频率
ATIS：126.425MHz
塔台：130.35MHz（130.0MHz）

## 航站楼
涟水机场航站楼共2层，总面积7200平方米。分国内候机楼和港澳台及国际候机楼两部分。国内候机楼于2010年9月26日投入使用，港澳台及国际候机楼于2012年12月23日投入使用。

## 航空公司與航点

### 境內航線
| 航空公司           | 目的地                                             |
| ------------------ | -------------------------------------------------- |
| 中国东方航空（MU） | 北京/首都、广州、昆明、上海/浦东、沈阳、武汉、厦门 |
| 春秋航空（9C）     | 哈尔滨、兰州、宁波、石家庄、深圳、温州             |
| 厦门航空（MF）     | 泉州、乌鲁木齐、大連、厦门、长沙                   |
| 青岛航空（QW）     | 贵阳、青岛、桂林、长春                             |
| 中国国际航空（CA） | 成都/雙流、重庆、大连、长春                        |
| 长安航空（9H）     | 福州、西安                                         |
| 天津航空（GS）     | 贵阳、青岛                                         |
| 长龙航空（GJ）     | 杭州、西宁                                         |
| 北部湾航空（GX）   | 南宁                                               |
| 华夏航空（G5）     | 北海（經停重庆）                                   |
| 多彩贵州航空（GY） | 贵阳                                               |

### 港澳台/國際航線
| 航空公司           | 目的地    |
| ------------------ | --------- |
| 中国东方航空（MU） | 台北/桃园 |
| 青岛航空（QW）     | 茨城      |
| 春秋航空（9C）     | 普吉      |

## 其他
2011年4月29日，涟水机场成为中国飞龙专业航空飞行员培训基地。
2020年5月下旬，涟水机场更名为“淮安涟水国际机场”。

## 周边交通
每天有定期机场专线巴士往返与涟水机场和淮安市区之间。机场连接线从机场航站楼广场出口，向东南方向连接长深高速公路、京沪高速公路。